# Éliminatoires de la Coupe du monde de football 2018, zone Amérique du Nord, Amérique centrale et Caraïbes, deuxième tour
Cet article donne les résultats du deuxième tour de la zone Amérique du Nord, Amérique centrale et Caraïbes pour les éliminatoires de la Coupe du monde 2018.

## Format
Au deuxième tour, les sept vainqueurs du premier tour sont rejoints par les treize pays classés de la 9e à la 21e place au Classement FIFA d'août 2014. Ces vingt nations s'affrontent en matchs à élimination directe par paire de matchs aller-retour. Les dix vainqueurs accèdent au troisième tour.
Les rencontres se sont déroulées du 8 au 16 juin 2015.

## Tirage au sort
Le tirage au sort a été effectué le 15 janvier 2015.
Les équipes ont été divisées dans quatre groupes déterminés par le Classement FIFA de août 2014 entre parenthèses dans le tableau suivant. Le groupe 2 contient les équipes issues du premier tour des éliminatoires de la zone CONCACAF. Lors du tirage, aucune équipe d'un groupe ne peut affronter une autre équipe du même groupe. De plus les équipes du groupe 3 ne peuvent affronter que les équipes du groupe 4 et les équipes du groupe 1 que des équipes du groupe 2.
| Groupe 1 | Groupe 2 |
| --- | --- |
| 1. Canada (122) 2. Cuba (124) 3. Aruba (124) 4. République dominicaine (126) 5. Salvador (127) 6. Suriname (131) 7. Guatemala (134) | 1. Bermudes (173) 2. Dominique (168) 3. Barbade (169) 4. Saint-Christophe-et-Niévès (159) 5. Nicaragua (175) 6. Belize (162) 7. Curaçao (182) |
| Groupe 3 | Groupe 4 |
| 1. Saint-Vincent-et-les-Grenadines (134) 2. Sainte-Lucie (138) 3. Grenade (142)                                                     | 1. Antigua-et-Barbuda (149) 2. Guyana (153) 3. Porto Rico (155)                                                                               |

## Matchs
| Match | Équipe 1                        | Résultat | Équipe 2     | Aller | Retour   |
| ----- | ------------------------------- | -------- | ------------ | ----- | -------- |
| 8     | Saint-Vincent-et-les-Grenadines | 6E - 6   | Guyana       | 2 - 2 | 4 - 4    |
| 9     | Antigua-et-Barbuda              | 5 - 4    | Sainte-Lucie | 1 - 3 | 4 - 1    |
| 10    | Porto Rico                      | 1 - 2    | Grenade      | 1 - 0 | 0 - 2    |
| 11    | Canada                          | 6 - 0    | Dominique    | 2 - 0 | 4 - 0    |
| 12    | République dominicaine          | 1 - 5    | Belize       | 1 - 2 | 0 - 3    |
| 13    | Guatemala                       | 1 - 0    | Bermudes     | 0 - 0 | 1 - 0    |
| 14    | Aruba                           | 3 - 2    | Barbade      | 0 - 2 | 3 - 0 f. |
| 15    | Saint-Christophe-et-Niévès      | 3 - 6    | Salvador     | 2 - 2 | 1 - 4    |
| 16    | Curaçao                         | 1E - 1   | Cuba         | 0 - 0 | 1 - 1    |
| 17    | Nicaragua                       | 4 - 1    | Suriname     | 1 - 0 | 3 - 1    |

### Détails des rencontres
Match aller
| 7 juin 2015 | Nicaragua      | 1 – 0 | Suriname | Stade national Dennis Martínez, Managua       |                                               |
| 18:00 UTC−6 | Chavarría 45e  |       |          | Spectateurs : 8 010 Arbitrage : Javier Santos | Spectateurs : 8 010 Arbitrage : Javier Santos |
| 18:00 UTC−6 | Rapport (FIFA) |       |          | Spectateurs : 8 010 Arbitrage : Javier Santos | Spectateurs : 8 010 Arbitrage : Javier Santos |

| 10 juin 2015 | Saint-Vincent-et-les-Grenadines | 2 – 2 | Guyana                    | Stade Arnos Vale, Kingstown                     |                                                 |
| 15:30 UTC−4  | Stewart 49e · Slater 83e        |       | 26e Beresford · 75eWilson | Spectateurs : 2 500 Arbitrage : Wilson Da Costa | Spectateurs : 2 500 Arbitrage : Wilson Da Costa |
| 15:30 UTC−4  | Rapport (FIFA)                  |       |                           | Spectateurs : 2 500 Arbitrage : Wilson Da Costa | Spectateurs : 2 500 Arbitrage : Wilson Da Costa |

| 10 juin 2015 | Antigua-et-Barbuda | 1 – 3 | Sainte-Lucie                         | Stade Sir Vivian Richards, North Sound       |                                              |
| 19:00 UTC−4  | Harriette 21e      |       | 26e Paul · 83e Henry · 90e Greenidge | Spectateurs : 1 800 Arbitrage : Kimbell Ward | Spectateurs : 1 800 Arbitrage : Kimbell Ward |
| 19:00 UTC−4  | Rapport (FIFA)     |       |                                      | Spectateurs : 1 800 Arbitrage : Kimbell Ward | Spectateurs : 1 800 Arbitrage : Kimbell Ward |

| 10 juin 2015 | Aruba          | 0 – 2 | Barbade       | Trinidad Stadion, Oranjestad                    |                                                 |
| 20:00 UTC−4  |                |       | 17e 29e Boyce | Spectateurs : 2 700 Arbitrage : Edvin Jurisevic | Spectateurs : 2 700 Arbitrage : Edvin Jurisevic |
| 20:00 UTC−4  | Rapport (FIFA) |       |               | Spectateurs : 2 700 Arbitrage : Edvin Jurisevic | Spectateurs : 2 700 Arbitrage : Edvin Jurisevic |

| 10 juin 2015 | Curaçao        | 0 – 0 | Cuba | Ergilio Hato Stadion, Willemstad               |                                                |
| 20:00 UTC−4  |                |       |      | Spectateurs : 10 000 Arbitrage : Oscar Moncada | Spectateurs : 10 000 Arbitrage : Oscar Moncada |
| 20:00 UTC−4  | Rapport (FIFA) |       |      | Spectateurs : 10 000 Arbitrage : Oscar Moncada | Spectateurs : 10 000 Arbitrage : Oscar Moncada |

| 11 juin 2015 | République dominicaine | 1 – 2 | Belize           | Stade olympique Félix Sánchez, Saint-Domingue |                                               |
| 16:00 UTC−4  | Lombardi 71e           |       | 13e 88e McCaulay | Spectateurs : 1 500 Arbitrage : Mario Escobar | Spectateurs : 1 500 Arbitrage : Mario Escobar |
| 16:00 UTC−4  | Rapport (FIFA)         |       |                  | Spectateurs : 1 500 Arbitrage : Mario Escobar | Spectateurs : 1 500 Arbitrage : Mario Escobar |

| 11 juin 2015 | Dominique      | 0 – 2 | Canada                        | Windsor Park, Roseau                          |                                               |
| 19:00 UTC−4  |                |       | 6e Larin · 67e (pen.) Teibert | Spectateurs : 5 084 Arbitrage : Jeffrey Solis | Spectateurs : 5 084 Arbitrage : Jeffrey Solis |
| 19:00 UTC−4  | Rapport (FIFA) |       |                               | Spectateurs : 5 084 Arbitrage : Jeffrey Solis | Spectateurs : 5 084 Arbitrage : Jeffrey Solis |

| 11 juin 2015 | Saint-Christophe-et-Niévès | 2 – 2 | Salvador                  | Warner Park, Basseterre                          |                                                  |
| 20:00 UTC−4  | Mitchum 68e · Sawyers 71e  |       | 41e Herrera · 86e Bonilla | Spectateurs : 3 100 Arbitrage : Mathieu Bourdeau | Spectateurs : 3 100 Arbitrage : Mathieu Bourdeau |
| 20:00 UTC−4  | Rapport (FIFA)             |       |                           | Spectateurs : 3 100 Arbitrage : Mathieu Bourdeau | Spectateurs : 3 100 Arbitrage : Mathieu Bourdeau |

| 12 juin 2015 | Porto Rico     | 1 – 0 | Grenade | Stade Juan Ramón Loubriel, Bayamón               |                                                  |
| 20:00 UTC−6  | Bozkurt 16e    |       |         | Spectateurs : 6 890 Arbitrage : Christopher Reid | Spectateurs : 6 890 Arbitrage : Christopher Reid |
| 20:00 UTC−6  | Rapport (FIFA) |       |         | Spectateurs : 6 890 Arbitrage : Christopher Reid | Spectateurs : 6 890 Arbitrage : Christopher Reid |

| 12 juin 2015 | Guatemala      | 0 – 0 | Bermudes | Stade Mateo Flores, Guatemala                  |                                                |
| 20:00 UTC−6  |                |       |          | Spectateurs : 5 279 Arbitrage : Yadel Martínez | Spectateurs : 5 279 Arbitrage : Yadel Martínez |
| 20:00 UTC−6  | Rapport (FIFA) |       |          | Spectateurs : 5 279 Arbitrage : Yadel Martínez | Spectateurs : 5 279 Arbitrage : Yadel Martínez |

Match retour
| 14 juin 2015 | Cuba           | 1 – 1 | Curaçao      | Stade Pedro-Marrero, La Havane               |                                              |
| 16:00 UTC−4  | Márquez 5e     |       | 16e Merencia | Spectateurs : 2 500 Arbitrage : Jafeth Perea | Spectateurs : 2 500 Arbitrage : Jafeth Perea |
| 16:00 UTC−4  | Rapport (FIFA) |       |              | Spectateurs : 2 500 Arbitrage : Jafeth Perea | Spectateurs : 2 500 Arbitrage : Jafeth Perea |

| 14 juin 2015 | Belize                                 | 3 – 0 | République dominicaine | Stade FFB, Belmopan                           |                                               |
| 16:00 UTC−6  | Róchez 17e · Kuylen 37e · McCaulay 76e |       |                        | Spectateurs : 1 634 Arbitrage : Sherwin Moore | Spectateurs : 1 634 Arbitrage : Sherwin Moore |
| 16:00 UTC−6  | Rapport (FIFA)                         |       |                        | Spectateurs : 1 634 Arbitrage : Sherwin Moore | Spectateurs : 1 634 Arbitrage : Sherwin Moore |

| 14 juin 2015 | Guyana                                              | 4 – 4 | Saint-Vincent-et-les-Grenadines            | Stade Providence, Providence                    |                                                 |
| 19:00 UTC−4  | Welshman 39e 76e · Beresford 50e (pen.) · Danns 86e |       | 16e Samuel · 41e 57e Slater · 66e Anderson | Spectateurs : 5 000 Arbitrage : Valdin Legister | Spectateurs : 5 000 Arbitrage : Valdin Legister |
| 19:00 UTC−4  | Rapport (FIFA)                                      |       |                                            | Spectateurs : 5 000 Arbitrage : Valdin Legister | Spectateurs : 5 000 Arbitrage : Valdin Legister |

| 14 juin 2015 | Sainte-Lucie         | 1 – 4 | Antigua-et-Barbuda                         | Stade Sir Vivian Richards, North Sound,   |                                           |
| 19:00 UTC−4  | Frederick 81e (pen.) |       | 72e 93e Parker · 85e Harriette · 95e Tumwa | Spectateurs : 700 Arbitrage : Dave Gantar | Spectateurs : 700 Arbitrage : Dave Gantar |
| 19:00 UTC−4  | Rapport (FIFA)       |       |                                            | Spectateurs : 700 Arbitrage : Dave Gantar | Spectateurs : 700 Arbitrage : Dave Gantar |

| 14 juin 2015 | Barbade        | 0 – 3 forfait | Aruba | Usain Bolt Sports Complex, Cave Hill                 |                                                      |
| 19:30 UTC−4  | Holligan 78e   |               |       | Spectateurs : 2 300 Arbitrage : Marlon Alfonso Mejia | Spectateurs : 2 300 Arbitrage : Marlon Alfonso Mejia |
| 19:30 UTC−4  | Rapport (FIFA) |               |       | Spectateurs : 2 300 Arbitrage : Marlon Alfonso Mejia | Spectateurs : 2 300 Arbitrage : Marlon Alfonso Mejia |

| 15 juin 2015 | Bermudes       | 0 – 1 | Guatemala    | Stade national des Bermudes, Devonshire      |                                              |
| 19:30 UTC−3  |                |       | 27e Cincotta | Spectateurs : 3 747 Arbitrage : Luis Aguirre | Spectateurs : 3 747 Arbitrage : Luis Aguirre |
| 19:30 UTC−3  | Rapport (FIFA) |       |              | Spectateurs : 3 747 Arbitrage : Luis Aguirre | Spectateurs : 3 747 Arbitrage : Luis Aguirre |

| 16 juin 2015 | Suriname       | 1 – 3 | Nicaragua                               | Stade André Kamperveen, Paramaribo          |                                             |
| 16:30 UTC−3  | Fer 3e         |       | 26e Leguías · 51e Rosas · 90e Chavarría | Spectateurs : 3 500 Arbitrage : Leon Clarke | Spectateurs : 3 500 Arbitrage : Leon Clarke |
| 16:30 UTC−3  | Rapport (FIFA) |       |                                         | Spectateurs : 3 500 Arbitrage : Leon Clarke | Spectateurs : 3 500 Arbitrage : Leon Clarke |

| 16 juin 2015 | Grenade                         | 2 – 0 | Porto Rico | Stade national de cricket, Saint-Georges      |                                               |
| 15:30 UTC−4  | Morales 26e (csc) · Charles 51e |       |            | Spectateurs : 5 000 Arbitrage : Adrian Skeete | Spectateurs : 5 000 Arbitrage : Adrian Skeete |
| 15:30 UTC−4  | Rapport (FIFA)                  |       |            | Spectateurs : 5 000 Arbitrage : Adrian Skeete | Spectateurs : 5 000 Arbitrage : Adrian Skeete |

| 16 juin 2015 | Canada                                     | 4 – 0 | Dominique | BMO Field, Toronto                            |                                               |
| 19:37 UTC−4  | Akindele 4e · Larin 41e · Ricketts 52e 77e |       |           | Spectateurs : 9 749 Arbitrage : Gianni Ascani | Spectateurs : 9 749 Arbitrage : Gianni Ascani |
| 19:37 UTC−4  | Rapport (FIFA)                             |       |           | Spectateurs : 9 749 Arbitrage : Gianni Ascani | Spectateurs : 9 749 Arbitrage : Gianni Ascani |

| 16 juin 2015 | Salvador                                 | 4 – 1 | Saint-Christophe-et-Niévès | Stade Cuscatlán, San Salvador                |                                              |
| 19:00 UTC−6  | Cerén 4e · Bonilla 55e 81e · Alvarez 63e |       | 80e Harris                 | Spectateurs : 9 830 Arbitrage : Óscar Dávila | Spectateurs : 9 830 Arbitrage : Óscar Dávila |
| 19:00 UTC−6  | Rapport (FIFA)                           |       |                            | Spectateurs : 9 830 Arbitrage : Óscar Dávila | Spectateurs : 9 830 Arbitrage : Óscar Dávila |

## Buteurs
3 buts
- Deon McCaulay
- Tevin Slater
- Nelson Bonilla

2 buts
- Emmerson Boyce
- Brandon Beresford
- Emery Welshman
- Tevaughn Harriette
- Josh Parker
- Carlos Chavarría
- Cyle Larin
- Tosaint Ricketts

1 but
- Raúl Leguías
- Manuel Rosas
- Cornelius Stewart
- Myron Samuel
- Oalex Anderson
- Daniel Wilson
- Neil Danns
- Aaron Tumwa
- Tremain Paul
- David Henry
- Troy Greenidge
- Kurt Frederick
- Geremy Lombardi
- Russell Teibert
- Tesho Akindele
- Orlando Mitchum
- Romaine Sawyers
- Atiba Harris
- Irvin Herrera
- Darwin Cerén
- Arturo Alvarez
- Deniz Bozkurt
- Yénier Márquez
- Papito Merencia
- Harrison Róchez
- Elroy Kuylen
- Stefano Cincotta
- Roxey Fer
- Jamal Charles

1 but contre son camp
- Johan Morales